# Reinheimer Hügelland
Das Reinheimer Hügelland bezeichnet eine größtenteils waldfreie Hügellandschaft, die naturräumlich zum Rhein-Main-Tiefland gehört und die Haupteinheit 231 darstellt.
Das Reinheimer Hügelland erstreckt sich von Roßdorf in Richtung Süden über Reinheim bis nach Brensbach und von dort aus über Otzberg und Groß-Umstadt nordwärts bis nach Schaafheim. Der durchschnittliche Höhenbereich liegt zwischen 140 und 280 m ü. NHN. Der Naturraum wird in vier Untereinheiten gegliedert und grenzt im Westen an das Messeler Hügelland (Rhein-Main-Tiefland), im Norden an die Untermainebene (Rhein-Main-Tiefland) und im Süden an den Vorderen- und Sandsteinodenwald (Hessisch-Fränkisches Bergland). Es wird fast ausschließlich ackerbaulich genutzt. Im Bereich der Kleinen Bergstraße gibt es Obst- und Weinbau (Odenwälder Weininsel).

## Naturräumliche Gliederung

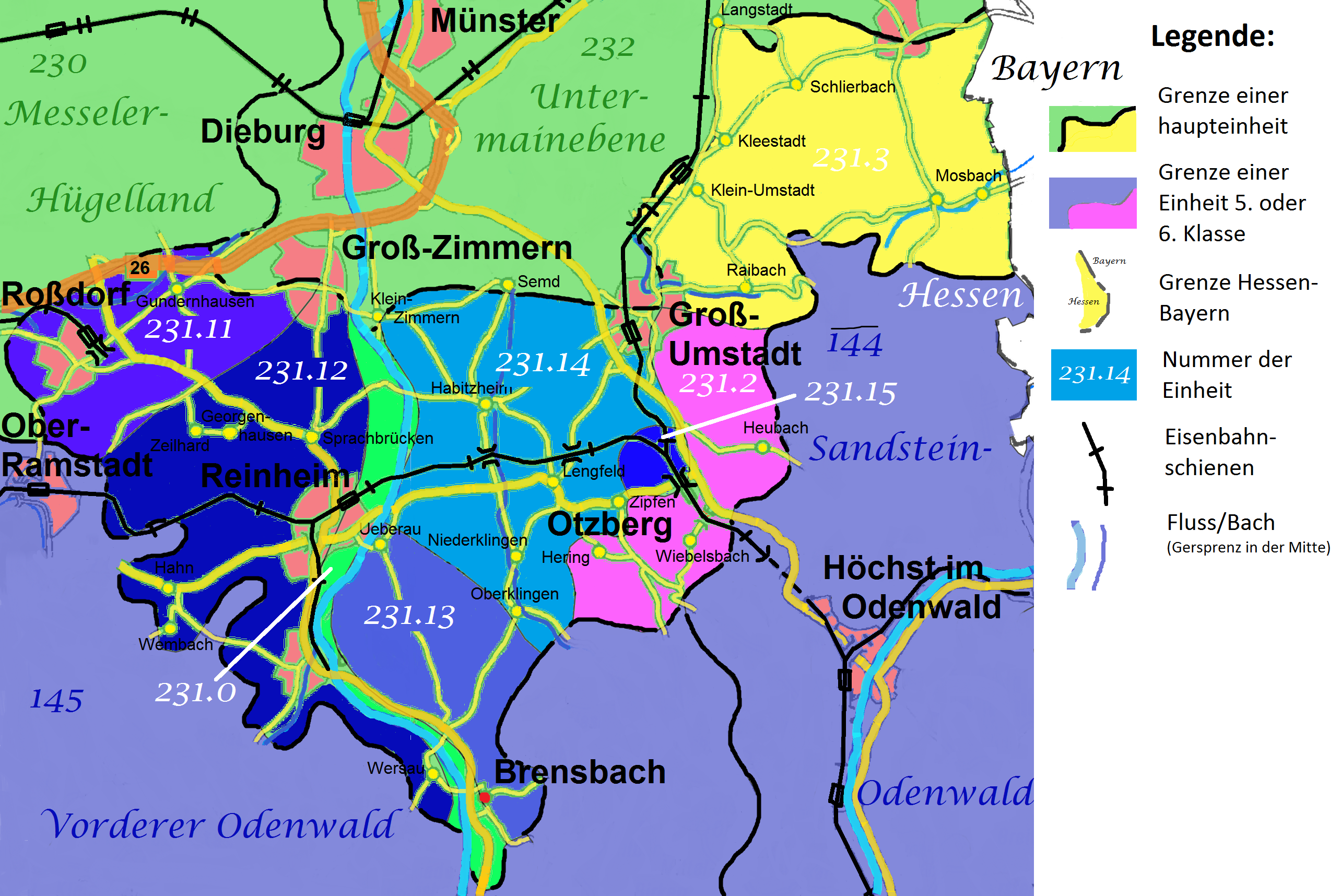
Der hessische Teil des Naturraums im Überblick.

Folgendermaßen gliedert sich das Reinheimer Hügelland:
- (zu D53 - Oberrheinisches Tiefland)
  - (zu 23 - Rhein-Main-Tiefland)
    - 231 Reinheimer Hügelland
      - 231.0 Gersprenzgrund (8,99 km²)
      - 231.1 Reinheimer Becken (100,01 km²)
        - 231.11 Roßdorf-Gundernhäuser Senke (16,77 km²)
        - 231.12 Westliche Reinheimer Buckel (33,65 km²)
        - 231.13 Südliche Reinheimer Buckel (15,58 km²)
        - 231.14 Östliche Reinheimer Buckel (32,03 km²)
        - 231.15 Zipfener Rücken (1,98 km²)

      - 231.2 Otzberger Randhügelland (16,36 km²)
      - 231.3 Kleine Bergstraße (38,02 km² + 13,45 km² in Bayern.[3])

## Geologischer Aufbau
Besonders in den Westlichen- und Östlichen Reinheimer Buckeln (231.12, 231.14) ist die Landschaft von zahlreichen Lösshügeln geprägt. Diese sind Flugsanddünen, deren Sand sich während der letzten Kaltzeit, der sogenannten Weichsel-Kaltzeit vor etwa 10.000 Jahren, ungehindert vom Wind Kilometer weit transportieren ließ, da die Vegetationsdecke noch sehr lückenhaft und in Form einer Tundra war. Die Dünen waren auch in der Lage zu wandern. Diese Eigenschaft kam aber infolge der Wiederbewaldung nach der letzten Kaltzeit schnell zum Erliegen.

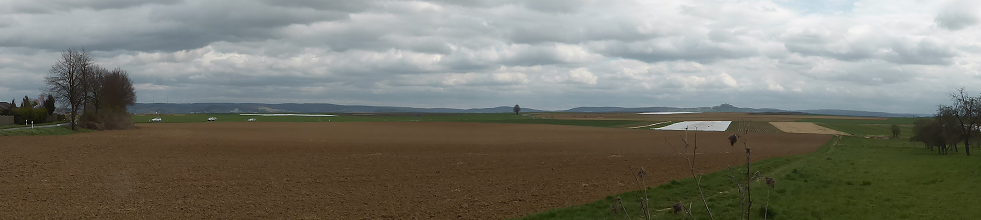
Blick von Klein-Zimmern aus auf die Östlichen Reinheimer Buckel mit leichten Dünen und dem Otzberger Randhügelland im Hintergrund.

Im Bereich der Kleinen Bergstraße (231.3) und des Otzberger Randhügellandes (231.2) stößt man auf roten Granit und Teile von Andesit aus dem Karbon, welche als Fundament des ehemaligen Variszischen Gebirges zurückgeblieben sind. Im Bereich des Otzberges (Vulkan) gibt es Basalt (Paläogen-Neogen) und südlicher Buntsandstein (Trias).
In den Südlichen Reinheimer Buckeln (231.13) gibt es im Norden weitgehend Buntsandstein und in kleinen Bereichen Basalt, während sich der Süden verteilt aus Granit, Andesit und Gneisen zusammensetzt.
Die Roßdorf-Gundernhäuser Senke besteht aus Löss, Buntsandstein, Basalt und Rotliegend (Perm).

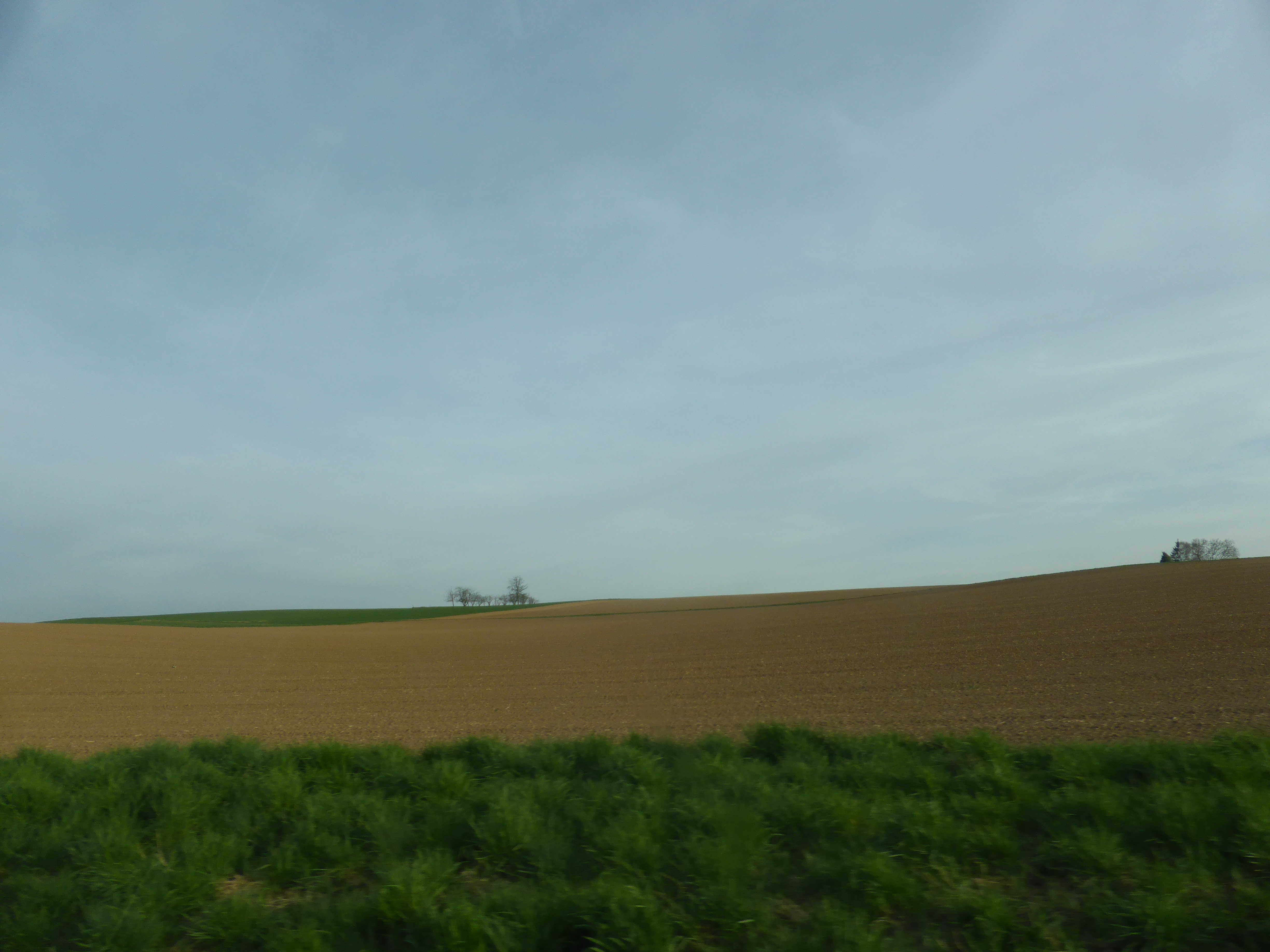
Löss-haltiger Acker auf einer Flugsanddüne bei Reinheim
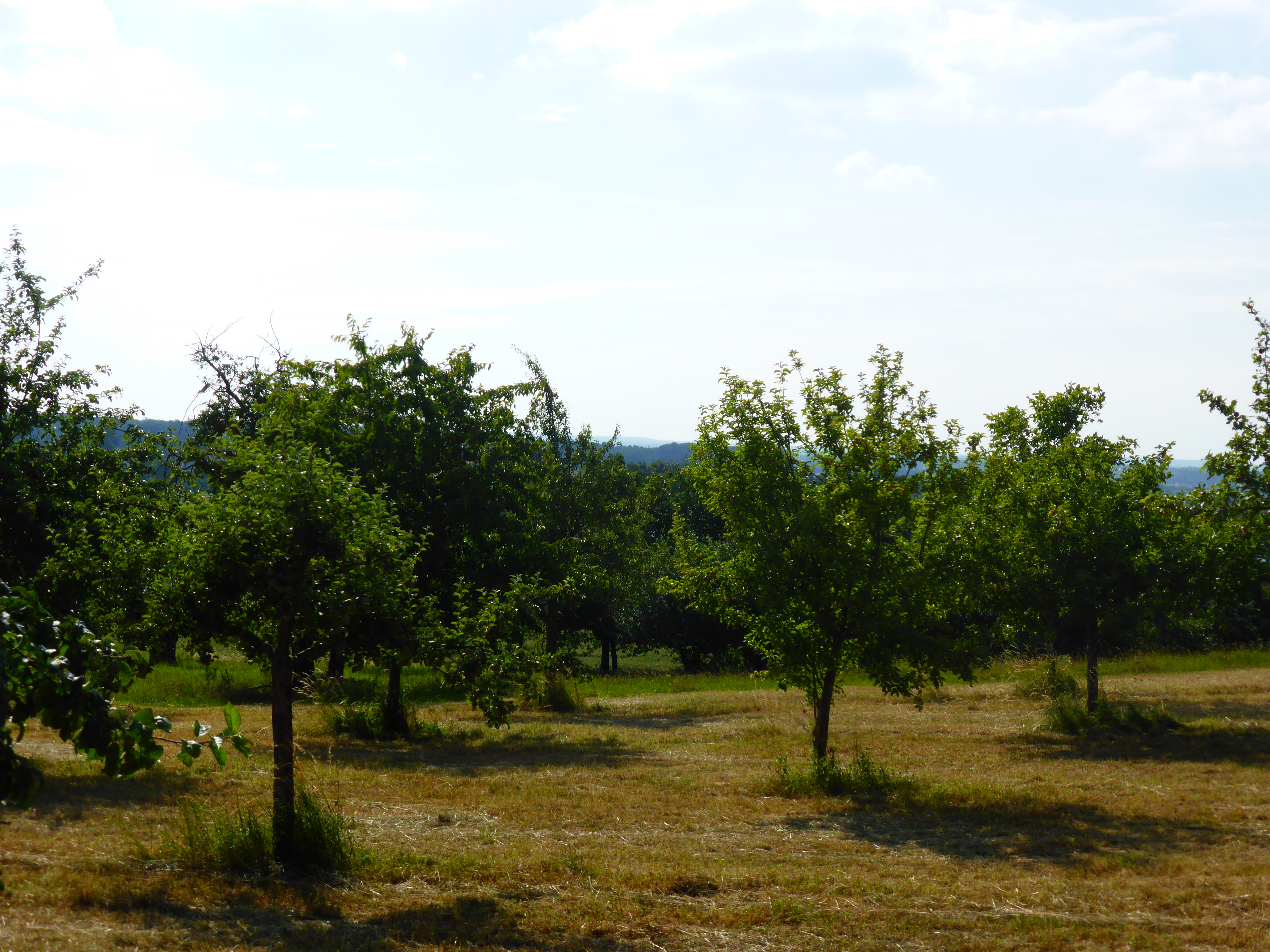
Obstplantage auf dem Wingertsberg bei Langstadt innerhalb der Kleinen Bergstraße (231.3)
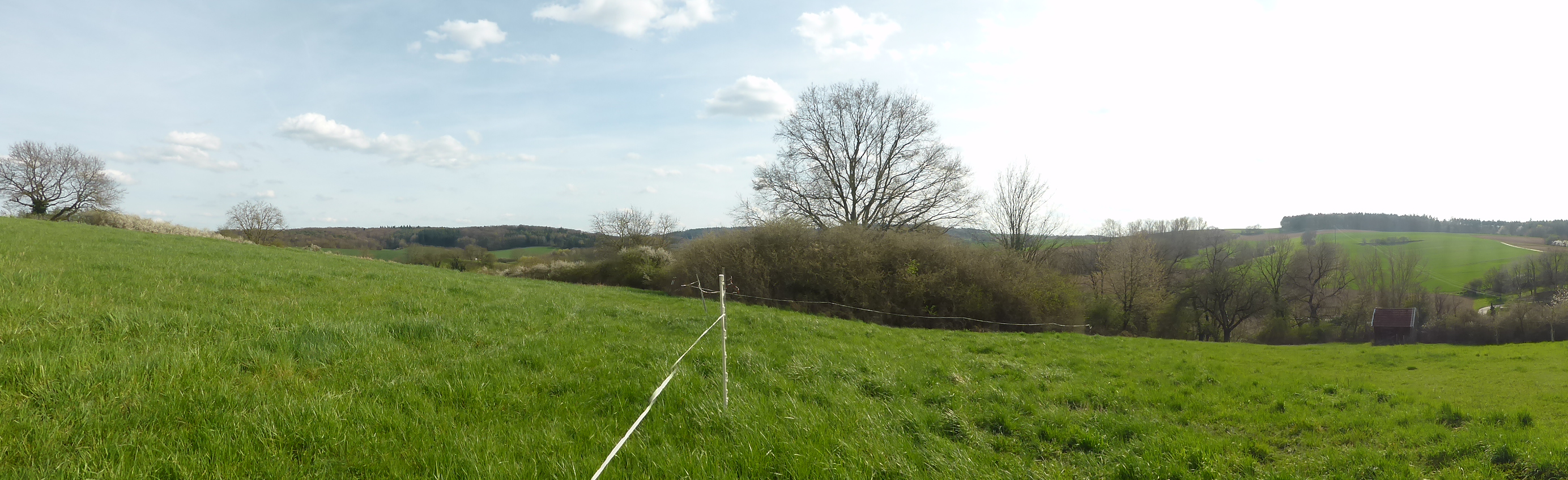
Panorama im Bereich der Kleinen Bergstraße (231.3)
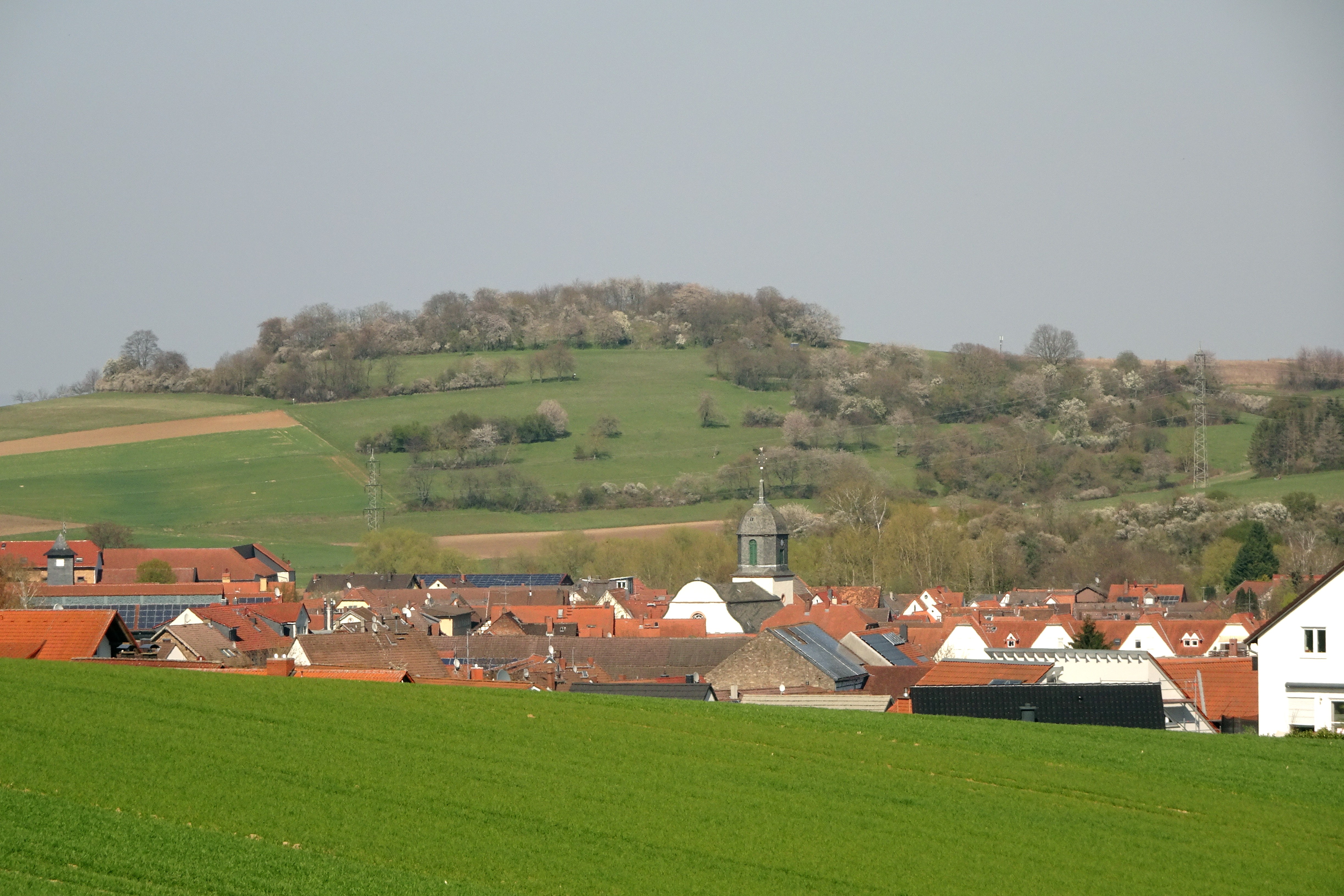
Basaltkuppe des Forstberges, davor Groß-Bieberau
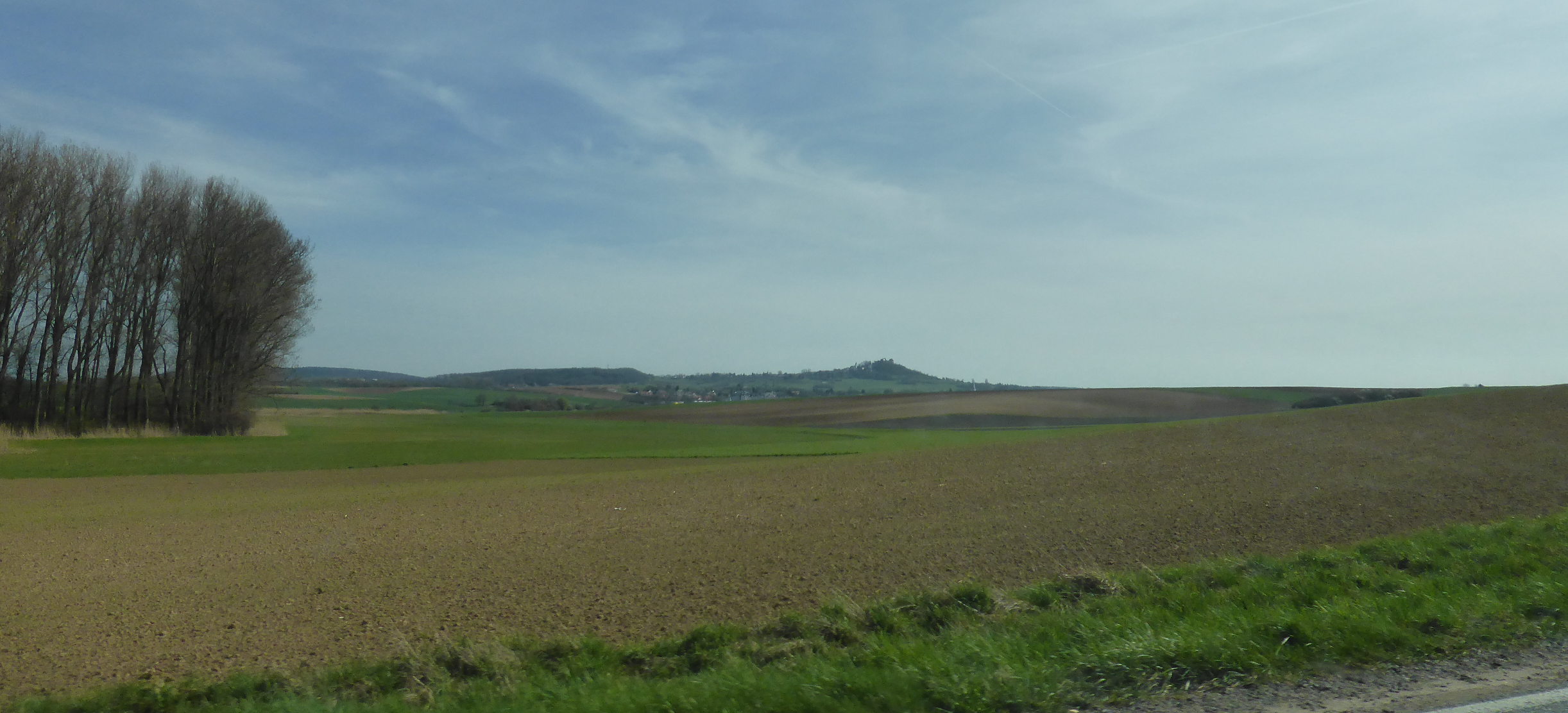
Das Reinheimer Hügelland mit Blick auf die Veste Otzberg und das Otzberger Randhügelland

### Online-Karten
- Karte und Legende zu den Naturräumen Hessens (Internet Archive der Online-Kopie von Die Naturräume Hessens, Otto Klausing 1988) im Umweltatlas Hessen des Hessischen Landesamtes für Umwelt und Geologie
- Otto Klausing: Geographische Landesaufnahme: Die naturräumlichen Einheiten auf Blatt 151 Darmstadt. Bundesanstalt für Landeskunde, Bad Godesberg 1967. → Online-Karte (PDF; 4,3 MB)
- GeoViewer der Bundesanstalt für Geowissenschaften und Rohstoffe (Hinweise)

## Weiterführende Literatur
- Robert Yarham: Landschaften Lesen. Die Formen der Erdoberfläche erkennen und verstehen., Haupt Verlag, 2012, ISBN 978-3-258-07695-9. 256 Seiten